# يوليوس شنور فون كارلسفيلد
يوليوس شنور فون كارلسفيلد (بالألمانية: Julius Schnorr von Carolsfeld)‏ (26 مارس 1794 - 24 مايو 1872)  رسام ألماني، متهم برسم مواقف من الكتاب المقدس. عندما كان شابًا ارتبط برسامي الحركة الناصرية الذين أعادوا إحياء نمط عصر النهضة المزدهر في الفن الديني. له تصاميم لنوافذ الزجاج الملون في الكاتدرائيات.

## سيرته
ولد شنور في لايبزيغ، كان والده رسامًا ونقاشًا، تلقى منه تعليمه الفني الأولي، في عام 1811 دخل أكاديمية فيينا، حيث تمرد يوهان فريدريش أوفربيك على النمط التقليدي القديم قبل عام تقريبًا. درس على يد هينريش فوجر، وأصبح صديقًا لجوزيف أنطون كوش وهينريش أوليفيه، وكلاهما سيكون لهما تأثير مهم على أسلوبه. تبع شنور مؤسسي الحركة الناصرة إلى روما عام 1815. ومال إلى مدرسة الفن الديني والرومانسي، في محاولة للعودة إلى مبادئ وممارسات الفترات السابقة وإحيائها.

## أعماله

لوحات
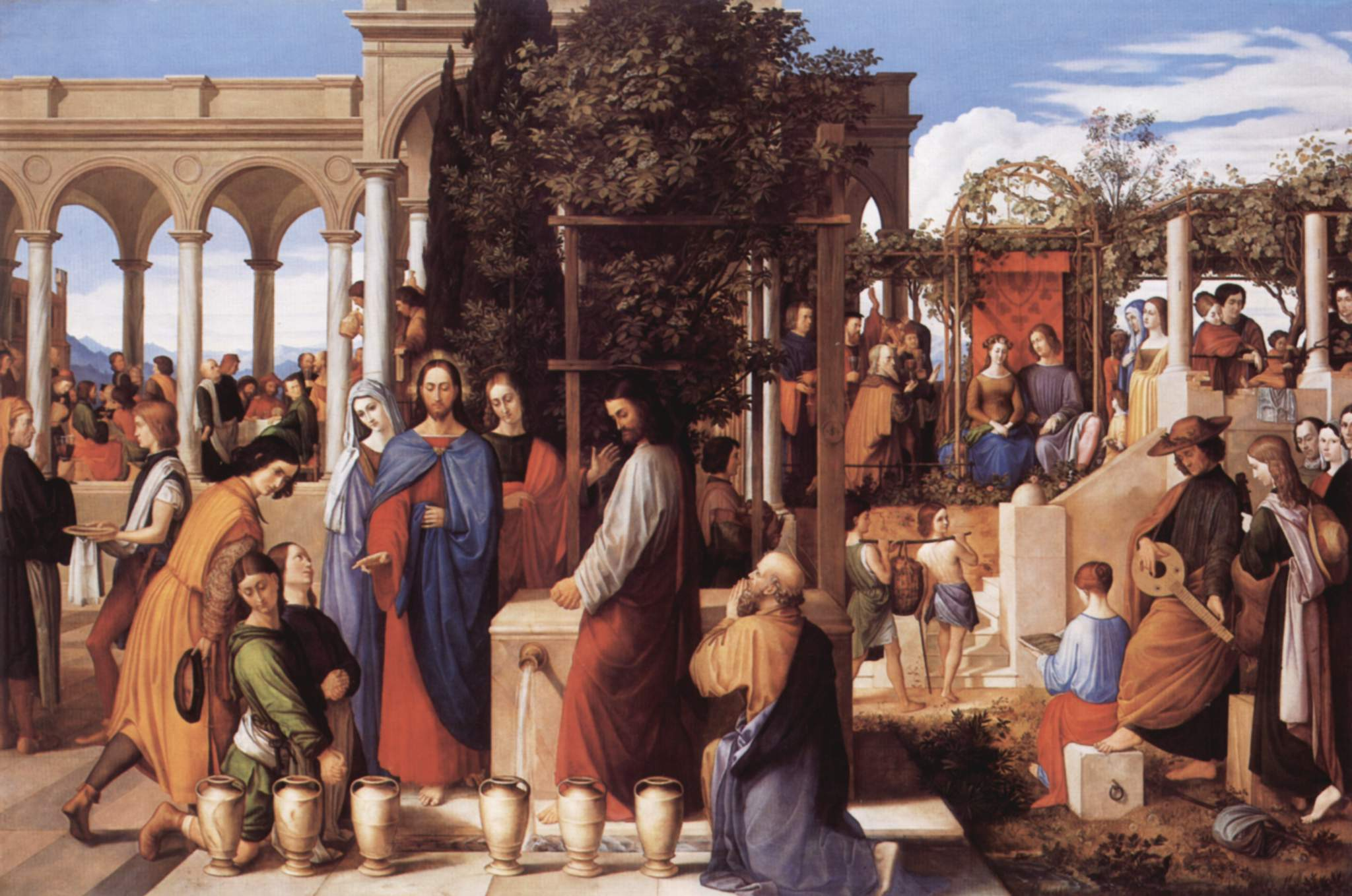
الزفاف في قانا (1820)
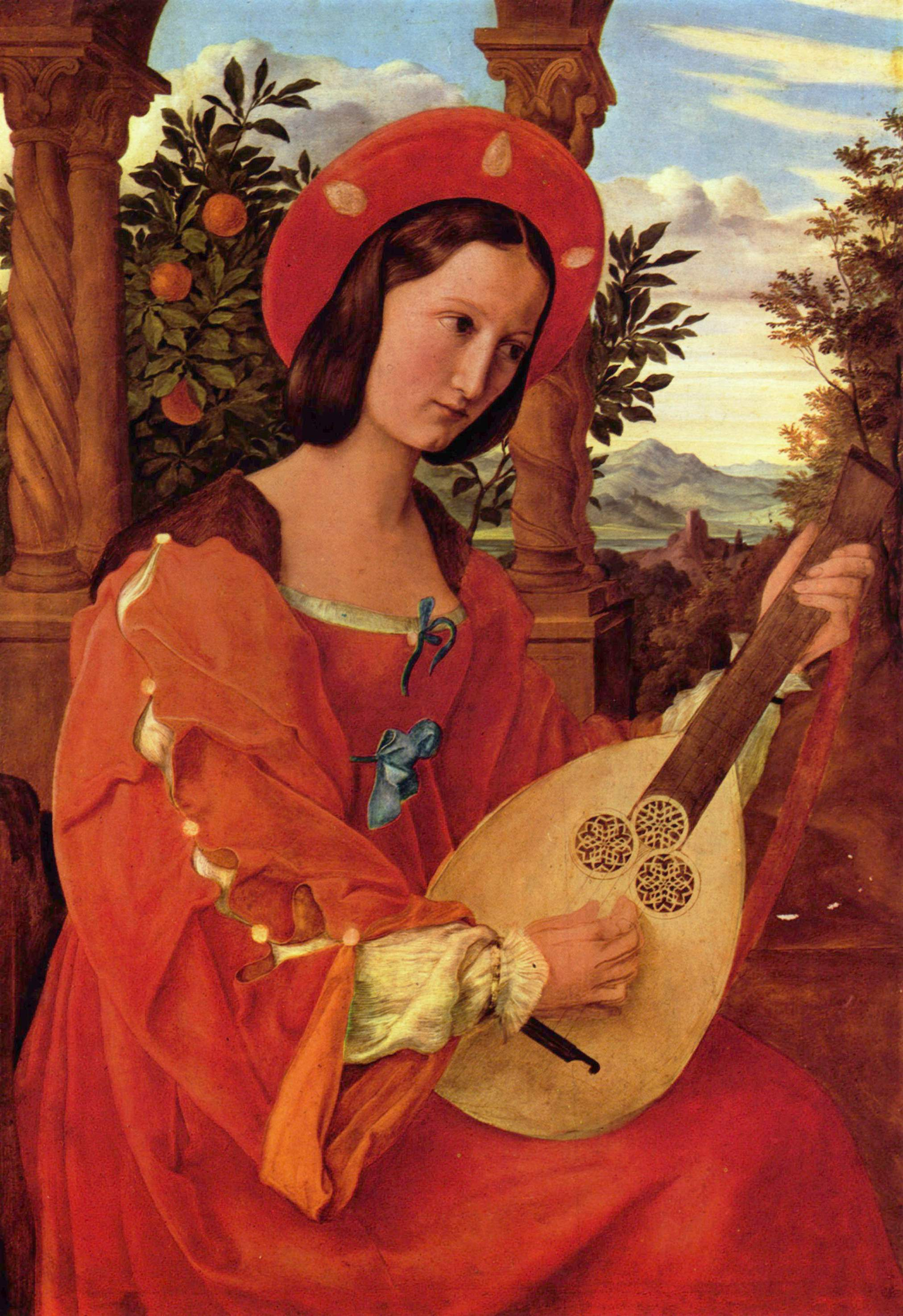
صورة كلارا بيانكا فون كواندت (1820) ،
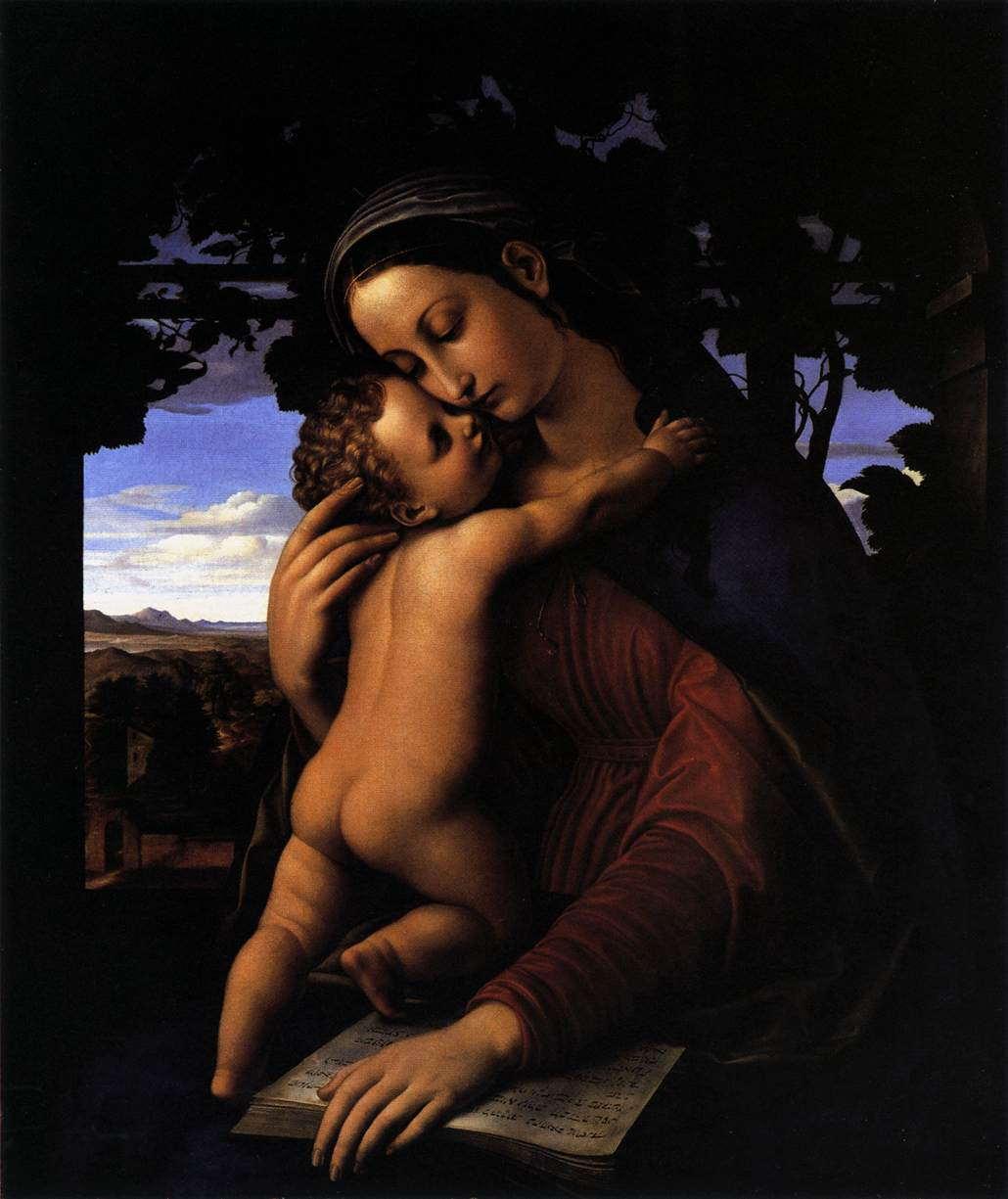
مادونا والطفل
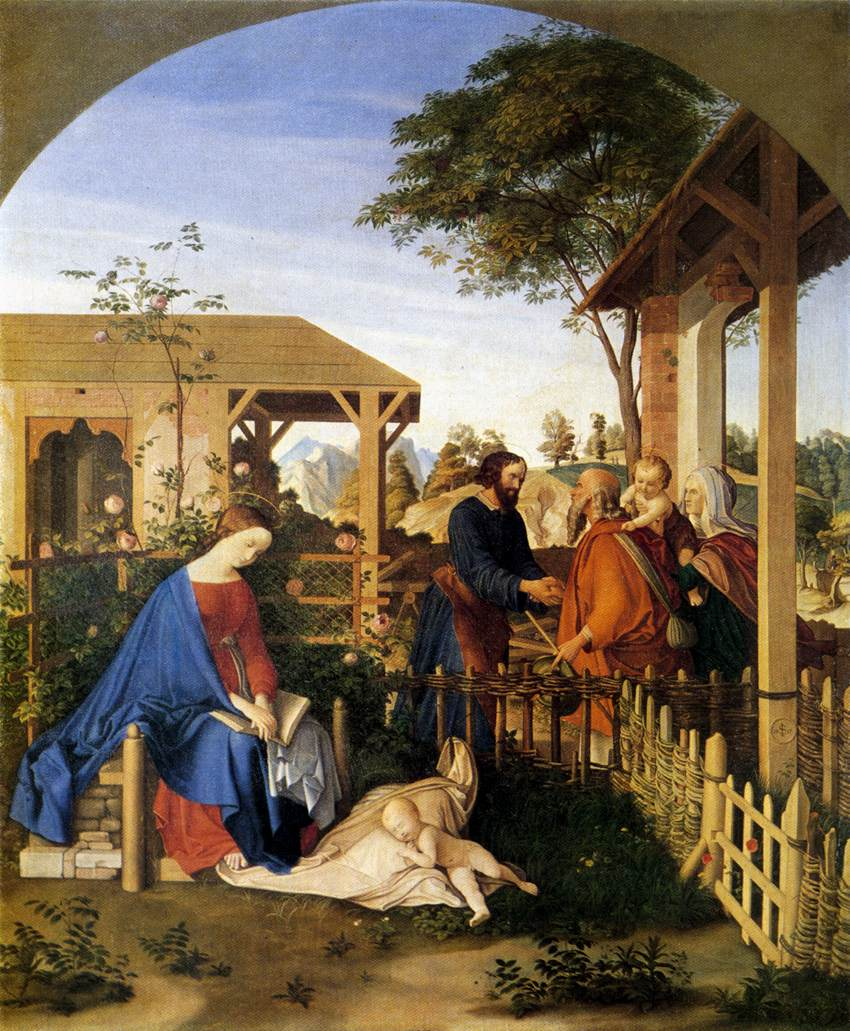
عائلة يوحنا المعمدان تزور عائلة المسيح

## روابط خارجية
- يوليوس شنور فون كارلسفيلد على موقع الموسوعة البريطانية (الإنجليزية)
- يوليوس شنور فون كارلسفيلد على موقع ديسكوغز (الإنجليزية)